# Ханнелиус, Леннарт
Леннарт Вильгельм Ханнелиус (швед. Lennart Vilhelm Hannelius; 8 ноября 1893 — 4 мая 1950) — финский военный, призёр Олимпийских игр.

## Биография
Леннарт Ханнелиус родился в 1893 году в Ханко, Великое княжество Финляндское. В годы Первой мировой войны в составе финских егерей служил в Германии, во время гражданской войны в Финляндии воевал на стороне белофиннов, после войны остался в финской армии, служил на Аландских островах.
В 1924 году на Олимпийских играх в Париже Леннарт Ханнелиус завоевал бронзовую медаль в стрельбе из скорострельного пистолета на дистанции 25 м. Позднее он представлял Финляндию на чемпионатах мира 1924, 1929, 1931 и 1933 годов.
Во время Зимней войны Ханнелиус служил на Аландских островах, во время «войны-продолжения» участвовал в боях под Печенгой и Кестеньгой. В 1942 году был переведён в Турку. После войны эмигрировал в Швецию.